# スーパーキャビテーション水中航走体

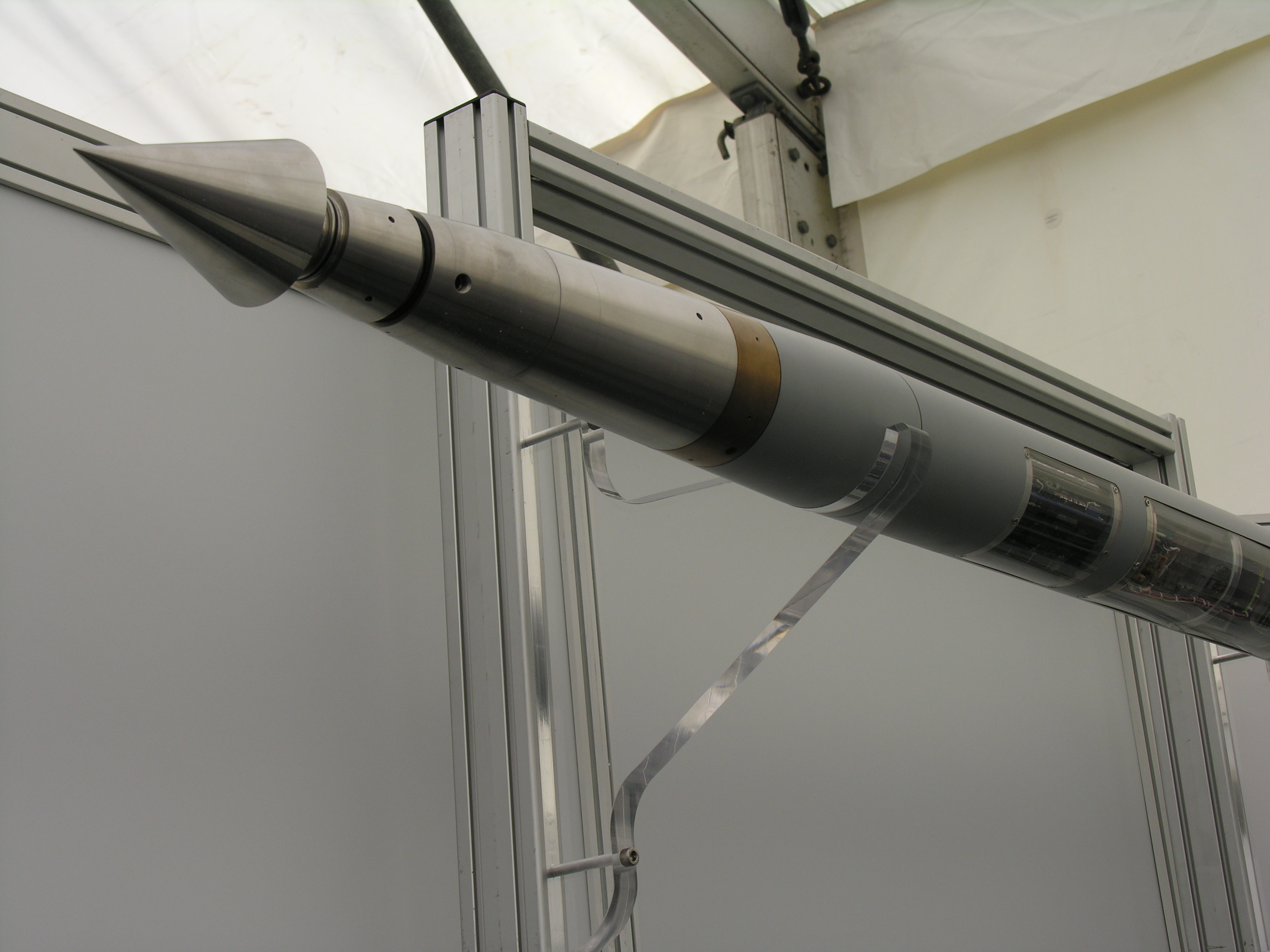
Barracuda (TechDemo'08), 2008

スーパーキャビテーション水中航走体（スーパーキャビテーションすいちゅうこうそうたい、以前の名称はバラクーダ）は、ボーデン湖のÜberlingenのDiehl BGT ディフェンスがドイツ海軍と共同で開発して2005年に公表した魚雷。
この種の魚雷（水中航走体）はスーパーキャビテーションによって水中での抵抗を減らし、およそ180 km/hで水中の泡の中を移動する。先端のみが水に触れるので水流による抵抗は大幅に低減される。このような魚雷の推進はプロペラでは不可能でロケットエンジンを必要とする。
これらの魚雷の制御は可動式の先端部で制御する。潜ったり浮上すれば水圧が変わり、キャビテーション泡を変える。水圧が上昇すると泡を維持する為にポンプでガスを更に送る。
水中で400 km/hになる操舵可能な魚雷が製造された。それは潜水艦に依存せず空中から水中に投下されてスーパーキャビテーションを起動する。
このような魚雷は現在は配備されておらず、短射程で効果のある高度に守られた水上の動く標的を対象とする。システムは他のスーパーキャビテーション魚雷が無誘導であるのに対して高度の機動性を備える事ができる。